# Luigi Pasquali (Theologe)
Luigi Pasquali auch Pasquale (* um 1530 in Cuneo im Piemont; † 9. September 1560 in Rom: eigentlich Giovanni Luigi Pasquale, auch Giovan Luigi Paschale) war ein Waldenser-Prediger und evangelischer Märtyrer in Italien.

## Leben
Pasquali entstammte einer wohlhabenden Familie. Zunächst schlug er die militärische Laufbahn ein und wurde Offizier. Im Rahmen seines Dienstes kam er nach Nizza, das wie Coni zu Savoyen gehörte. Hier lernte Pasquali das Gedankengut der Reformation durch reformatorisches Schriftgut kennen. Er verließ den Militärdienst und studierte in Lausanne und Genf Theologie. Bereits während des Studiums ging er eine Übersetzung der Bibel ins Italienische an und verteilte sie.
Von Genf aus wurde er nach Beendigung seines Studiums zu Waldensern in Kalabrien entsandt, wo er als Prediger wirkte. Bald schon wurde er verhaftet und nach Neapel gebracht. Aufforderungen zum Widerruf kam er nicht nach, möglicherweise auch deshalb, weil er erlebte, dass zwei mit ihm Verhaftete trotz Preisgabe des reformatorischen Bekenntnisses nicht besser als er behandelt wurden.
Schließlich wurde er nach Rom gebracht. Pasquali war bewusst, dass ihm der Märtyrertod bevorstand. Doch er hoffte, dass sein Tod zur Verbreitung des evangelischen Bekenntnisses führen würde. Ein letztes öffentliches Verhör wurde am 8. September 1560 im römischen Dominikanerkloster Santa Maria sopra Minerva durchgeführt. Im Anschluss daran wurde das Todesurteil verkündet.
Die Hinrichtung wurde im Beisein von Papst Pius IV. öffentlich vor der Engelsburg vollstreckt. Pasquali nutzte auch diese Gelegenheit wiederum zur reformatorischen Predigt, bis er erwürgt und verbrannt wurde. Seine Asche wurde im Tiber verstreut.

## Gedenktag
9. September im Evangelischen Namenkalender.